# Dezesseis de Novembro
Dezesseis de Novembro é um município brasileiro do Noroeste do estado do Rio Grande do Sul, situado na Região das Missões e distante 535 quilômetros da capital Porto Alegre.

## História
Em 1936 a família de Luiz Hengen veio para a região onde hoje se localiza o município de Dezesseis de Novembro, iniciando seu primeiro núcleo populacional. A família Hengen era originária de Tupanciretã.
Com o passar dos anos chegaram novos moradores. Em 1942 instalaram-se as famílias de João Paulo Ricachewski e de Severino Monge, ambas originárias de Guarani das Missões. Nesta época também residiam no local Hugo Hoff e Daniel Schneider.
Em 1945 instalou-se na região a família Behling, de São Pedro do Sul, e também chegaram as famílias Sauressig e Preuss, vinda de Doutor Maurício Cardoso. Seguiram depois as famílias Tambara, Schingel, Oliveira e Brondani.
A primeira casa de comércio foi de Paulo Knoll, e quem abriu a primeira rua da nova cidade foi João Paulo Ricachewski.
Em 1959 foi criado o distrito de Dezesseis de Novembro, pertencente então ao município de São Luiz Gonzaga.

## Emancipação
Com o passar dos anos, a comunidade de Dezesseis de Novembro foi sentindo a necessidade de tornar seu distrito em um município independente de São Luiz Gonzaga.
Os trabalhos para a concretização deste ideal iniciaram-se em 20 de dezembro de 1987, quando Dezesseis de Novembro realizou a consulta plebiscitária e o "SIM" venceu por grande maioria dos votos.
Em 11 de abril de 1988, pela Lei Estadual nº 8.555, foi criado oficialmente o município de Dezesseis de Novembro.

## Origem do nome
A origem do nome do município tem duas versões.
Umas delas é que no dia 16 de novembro de 1942 o Sr. João Paulo Ricachewski derrubou a primeira árvore na sede do município. Como o fato ocorreu na data referida, estabeleceu-se o nome Dezesseis de Novembro.
A segunda versão consta que algumas famílias residentes na localidade se reuniram em um ponto da mata, onde desmataram uma parte do local para celebrar uma festa pela ocasião. Como era o dia 16 de novembro, os desbravadores Hugo Hoff e Daniel Schneider decidiram denominar o local como Dezesseis de Novembro.

## Geografia
Pertence à Mesorregião do Noroeste Rio-Grandense e à Microrregião de Santo Ângelo.
O município de Dezesseis de Novembro, além da sede (núcleo urbano), é subdividido em 14 comunidades:
- Bacião
- Bom Retiro
- Esquina Biotônica
- João de Castilhos
- Laranjal
- Nova Florída
- Rincão dos Araújos
- Rincão dos Hoffmann
- Rincão dos Ledur
- Rincão São João
- Santa Terezinha
- São Sebastião
- Serra São Jerônimo
- Tabuleiro

## Hidrografia
O município é cortado por dezenas de arroios e riachos. Porém, nem todos são identificados. 

Os principais rios são:
- Rio Ijuí, o maior do município;
- Arroio Ijuí-Mirim
- Arroio das Pedras;
- Arroio Limoeiro;
- Arroio Saltinho.

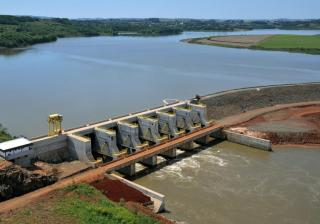
Usina Hidrelétrica Passo São João
Em novembro de 2007, A Eletrosul Centrais Elétricas iniciou as obras de implantação da Usina Hidrelétrica Passo São João, no leito do Rio Ijuí, entre os municípios de Dezesseis de Novembro e Roque Gonzales. 
As obras para a construção da UHE Passo São João duraram 5 anos, gerando 1.100 empregos diretos e 1.600 empregos indiretos. Em 12 de agosto de 2011, ocorre o fechamento das comportas da barragem. 
Em 24 de março de 2012, inicia-se a geração de energia.
A Usina Hidrelétrica possui a potência de 77 MW, 2 unidades geradoras e tem a capacidade de beneficiar 582.000 habitantes, abastecendo 182.456 residências. A barragem possui 21 metros de altura e o reservatório formado no Rio Ijuí possui 20 km², abrangendo áreas de 5 municípios do Estado do Rio Grande do Sul: Dezesseis de Novembro, Roque Gonzales, São Luiz Gonzaga, São Pedro do Butiá e Rolador.

## Produção de Alfafa
O município de Dezesseis de Novembro é conhecido como a Capital Brasileira da Alfafa.
Utilizada na alimentação de bovinos, equinos e suínos, a Alfafa, também conhecido por Luzerna, possui o nome científico de Medicago sativa e foi introduzida no Brasil pela região Sul, por imigrantes italianos.
Durante a colonização do município de Dezesseis de Novembro, os descendentes de italianos, provenientes da região de Jaguari, trouxeram a semente da Alfafa, que adaptou-se muito bem ao clima, solo e revelo acidentado do município. Com o passar dos anos, a produção da planta se tornou a base da economia do município. Nos anos 1980, sendo um dos locais com maior produção da forrageira no estado, Dezesseis de Novembro passou a ser conhecida como Capital Brasileira da Alfafa.

A Alfafa, é conhecida como a "Rainha das Forrageiras", por ser uma das plantas como maior teor de proteína bruta na natureza. Tanto que em árabe, Alfafa significa "o melhor alimento"

## Salto do Pirapó
O Salto do Pirapó ou "Salto do peixe" em tupi-guarani, é uma sequência de várias quedas de água localizada no Rio Ijuí. Está situado na divisa dos municípios de Dezesseis de Novembro com Roque Gonzales. O Salto do Pirapó é uma das maiores quedas de água da região noroeste do Rio Grande do Sul.

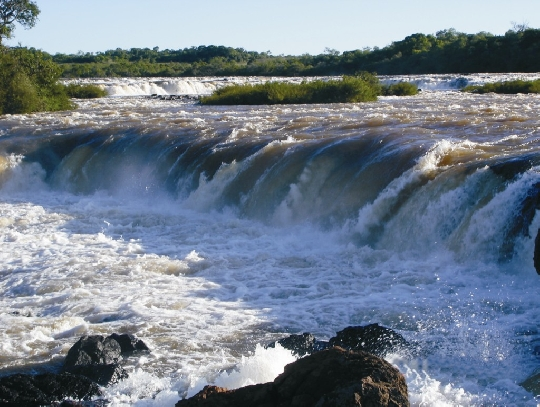
Salto do Pirapó

As quedas d'água foram descobertas por indígenas que habitaram essa região há muitos anos e faziam a travessia no Rio Ijuí. Ao perceberem a belíssima paisagem dos peixes saltando em direção a queda de água em busca de reprodução, os indígenas batizaram o local de "Salto do peixe".
O Salto do Pirapó é hoje o principal ponto turístico de Dezesseis de Novembro. Mesmo se localizando em área de propriedade particular, inúmeras pessoas realizam acampamentos às margens do local na temporada de veraneio.

## Vias de acesso
O acesso ao município de Dezesseis de Novembro é realizado via asfáltica pela VRS-332, que liga o município a RS-168 e a RS-561.